# Nestor Lambotte
Pour les articles homonymes, voir Lambotte.
Nestor-Marcel Lambotte né à Jemeppe-sur-Meuse le 9 mars 1894, exécuté à Dortmund le 18 octobre 1943, est un militant wallon et un résistant belge.

## Biographie
Nestor Lambotte est fait prisonnier politique de 1914 à 1918 étant donné ses activités anti-allemandes durant la Première Guerre mondiale. Au retour d'Allemagne, Nestor Lambotte fait partie des employés wallons révoqués parce qu'ils avaient travaillé au service des ministères wallons créés par les Allemands en 1917. Ces agents se regroupent fin 1923 et il est possible que c'est par cette association qu'il fait la rencontre d'Arille Carlier, avocat à Charleroi qui lui trouve du travail dans l'industrie du verre.

Cadre dans l'industrie du verre à Charleroi, Lambotte s'oppose farouchement à la politique de neutralité prônée par Paul-Henri Spaak dès 1936, campagne qu'il intensifie encore dès les premiers mois de l'Occupation. Avec Jules Avaux et Victor Paindaveine, il crée une cellule du Front wallon pour la libération du pays :
«  À Charleroi, une autre cellule se met en place : elle regroupe une série de militants autour de Nestor Lambotte, Jules Avaux et Victor Paindaveine. Un programme est constitué. Il s'agit, bien sûr de mener une propagande contre l'occupant et ses collaborateurs, mais aussi d'aider tous les peuples en guerre contre les puissances de l'Axe, en s'opposant aux réquisitions et en paralysant la production, en menant des actions sur le front de l'intérieur, en apportant un appui à ceux qui luttent contre l'occupant. »
Membre également de Wallonie libre, il est approché par un espion qui tente d'infiltrer ce mouvement. Il est arrêté en novembre 1941, emmené en Allemagne en 1943 et décapité à la hache en octobre de cette année à Dortmund. Le Livre d'Or de la Résistance belge évoque cette exécution en ces termes : « traduit devant le tribunal populaire de Berlin pour avoir organisé un service de renseignements, préparé des sabotages et collaboré à la presse clandestine et, pour la seconde fois, condamné à mort. En 1918, il avait échappé de justesse à la peine capitale: en 1943, il fut exécuté quarante jours seulement après le prononcé de la sentence. Son attitude devant le  Volksgericht  avait été superbe ».